# Sairin-ji (Matsuyama)

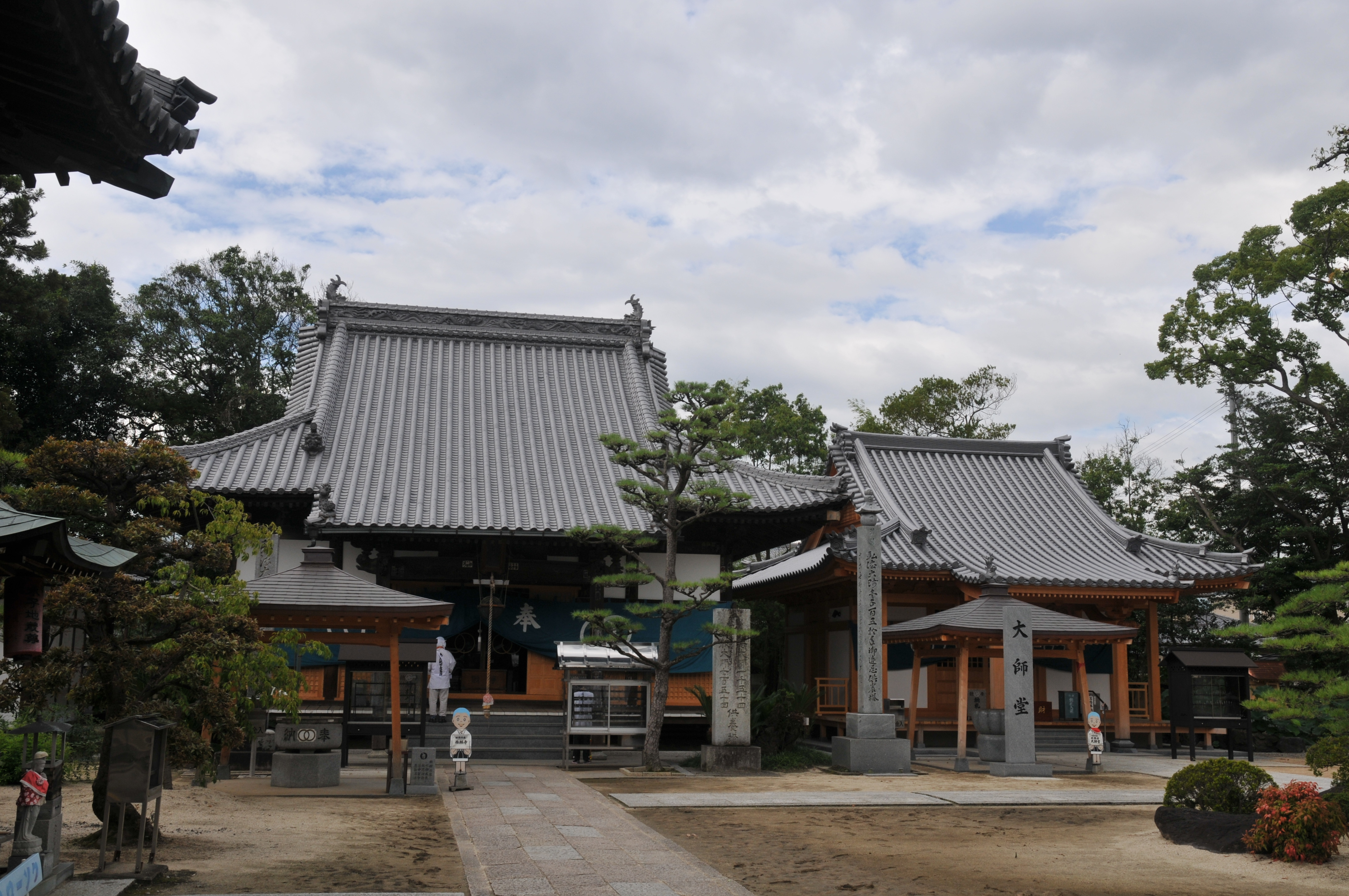
Haupthalle und Daishidō, rechts

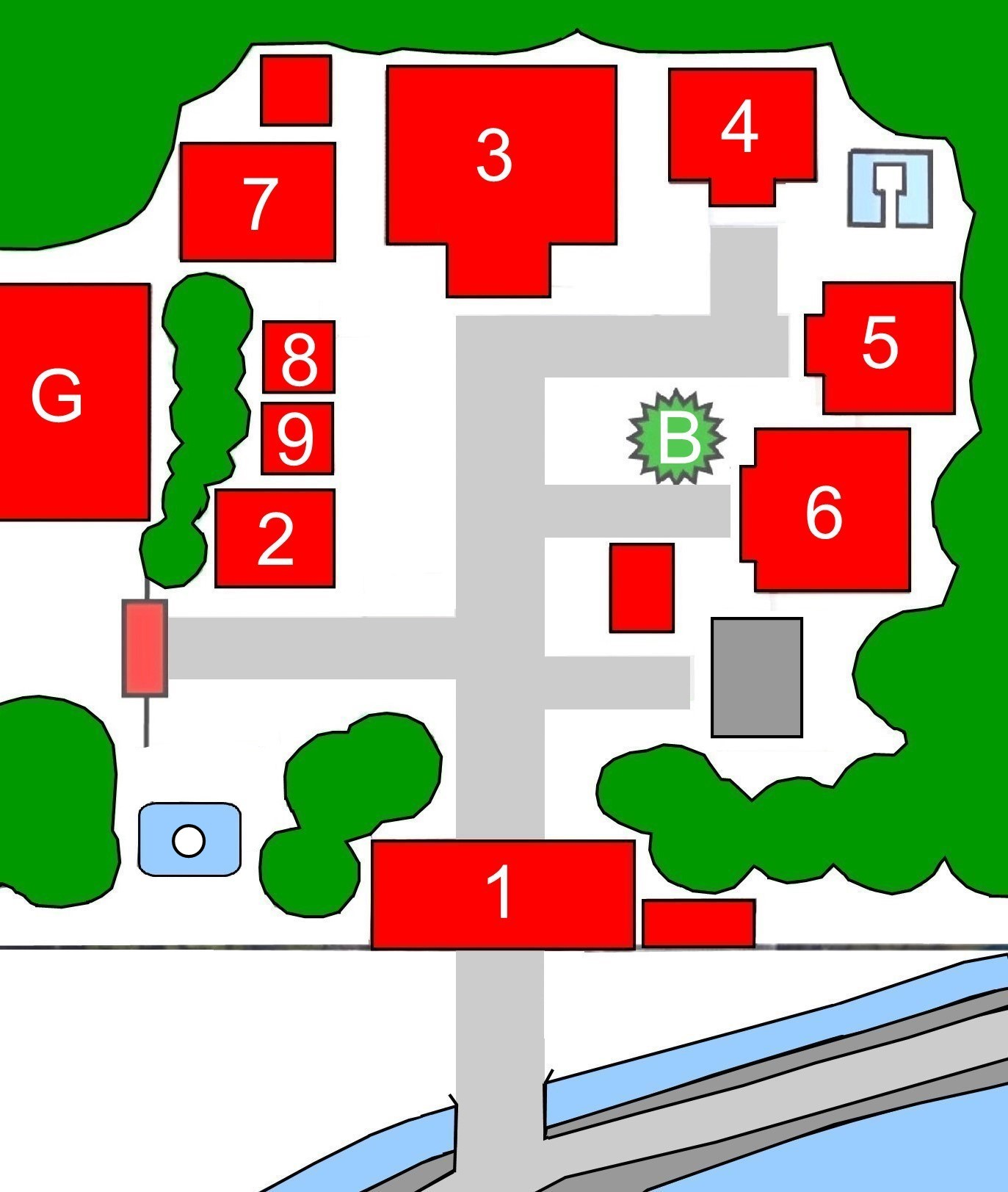
Plan des Tempels (s. Text)

Der Sairin-ji (japanisch 西林寺) mit den Go Seiryūzan (清滝山) und An'yōin (安養院) ist ein Tempel der Buzan-Richtung (豊山派) des Shingon-Buddhismus in der Stadt Matsuyama (Präfektur Ehime). In der traditionellen Zählung ist er der 48. Tempel des Shikoku-Pilgerwegs.

## Geschichte
Der Überlieferung nach wurde der Tempel auf Wunsch des Kaisers Shōmu im Jahr Tempyō 13 (742) von Priester Gyōki, zusammen mit dem Provinzverwalter Fürst Ochi no Tamazuki (越智 玉純) als Tempel an einem Schrein errichtet, und zwar im heutigen Stadtteil Onoharimazuka, etwa am „Tokui no sato“ (徳威の里). Hauptkultfigur war eine elfgesichtige Kannon. Im Jahr 807 kam Priester Kūkai auf seiner Rundreise durch Shikoku hier vorbei und verlegte mit Unterstützung des Provinzverwalters Ochi no Sanekatsu (越智 実勝) den Tempel an den heutigen Ort.
Zu der Zeit wurde das Dorf, in dem der Tempel lag, von einer großen Trockenheit ergriffen. Kūkai stieß seinen Pilgerstab in die Erde, aus der sofort kräftig Wasser zu sprudeln begann. 300 m südwestlich des Tempels ist noch heute die vom Stab erzeugte Vertiefung (杖の淵 Tsue fo fuchi) zu sehen. 1985 wurde das Wasser dieser Quelle als eins der „Hundert hervorragenden Wasser Japans“ (全国の名水百選 Zenkoku no meisui hyakusen) gewählt.
Zu Beginn der Edo-Zeit brannte der Tempel in der Kanei-Ära (1624–1644) ab. Erst im Jahr 1700 wurde er durch Matsudaira Iki no Kami (松平壱岐守) und andere wenigstens zum Teil wieder aufgebaut. Als 1707 Priester Kakuei (覚栄法印) die auf Regen wartenden Anwohner durch Herbeibitten desselben erlösen konnte, brachte er sie zum Glauben zurück. Sie unterstützten ihn daraufhin beim Wiederaufbau der Haupthalle und des Glockenturms. Gegen Ende der Endo-Zeit konnten auch die Daishidō-Halle und das Niō-Tor wieder errichtet werden.

## Anlage
Eine kleine Brücke über einen Graben führt zum Tempeltor, das hier als Niō-Tor (仁王門 Niō-mon; 1) ausgeführt ist, also als ein Tor mit Platz für die beiden Tempelwächter (Niō) rechts und links vom Durchgang. Nach dem Passieren des Gästebereichs (A) des Tempels steht auf der linken Seite der Glockenturm (鐘楼 Shōrō; 2). Voraus sieht man die Haupthalle (本堂 Hondō; 3) und rechts daneben, die Halle, die dem Tempelgründer gewidmet ist, die Daishidō (大師堂; 4).
Zu den weiteren Gebäuden zählen auf der rechten Seite die Emmadō (閻魔堂; 5) und das Teehaus (茶堂, Chadō; 6) und auf der linken Seite die Amidadō (阿弥陀堂; 7), Jizōdō (地蔵堂; 8) und die Gebetsstätte bei Fehlgeburten oder Abtreibungen, wo zum Mizuko Jizō (水子地蔵; 9) gebetet wird. Rechts oben steht von Wasser umgeben die winzige Gebetsstätte, die der heiligen Benzaiten gewidmet ist, die Bentendō (弁天堂), links unten sitzt ein Jizō von Wasser umgeben, der Glück bringen soll, der Fukuju Jizō (福授地蔵). Das Bambusgebüsch (B) vor dem Teehaus wird Kōkōchiku (孝行竹) genannt, was „Liebe zu den Eltern Bambus“ bedeutet und das für Frieden im Haus verehrt wird.

## Schätze
Zu den Tempelschätzen gehört die älteste bildliche Darstellung des Shikoku-Pilgerwegs „Shikoku rei ezu“ (四國禮繪圖) aus dem Jahr 1763. Auch die Beschreibung des Pilgerwegs aus dem Jahr 1891 (四国霊場記 Shikoku reijō ki) ist ebenfalls ein wichtiges Dokument.

## Bilder

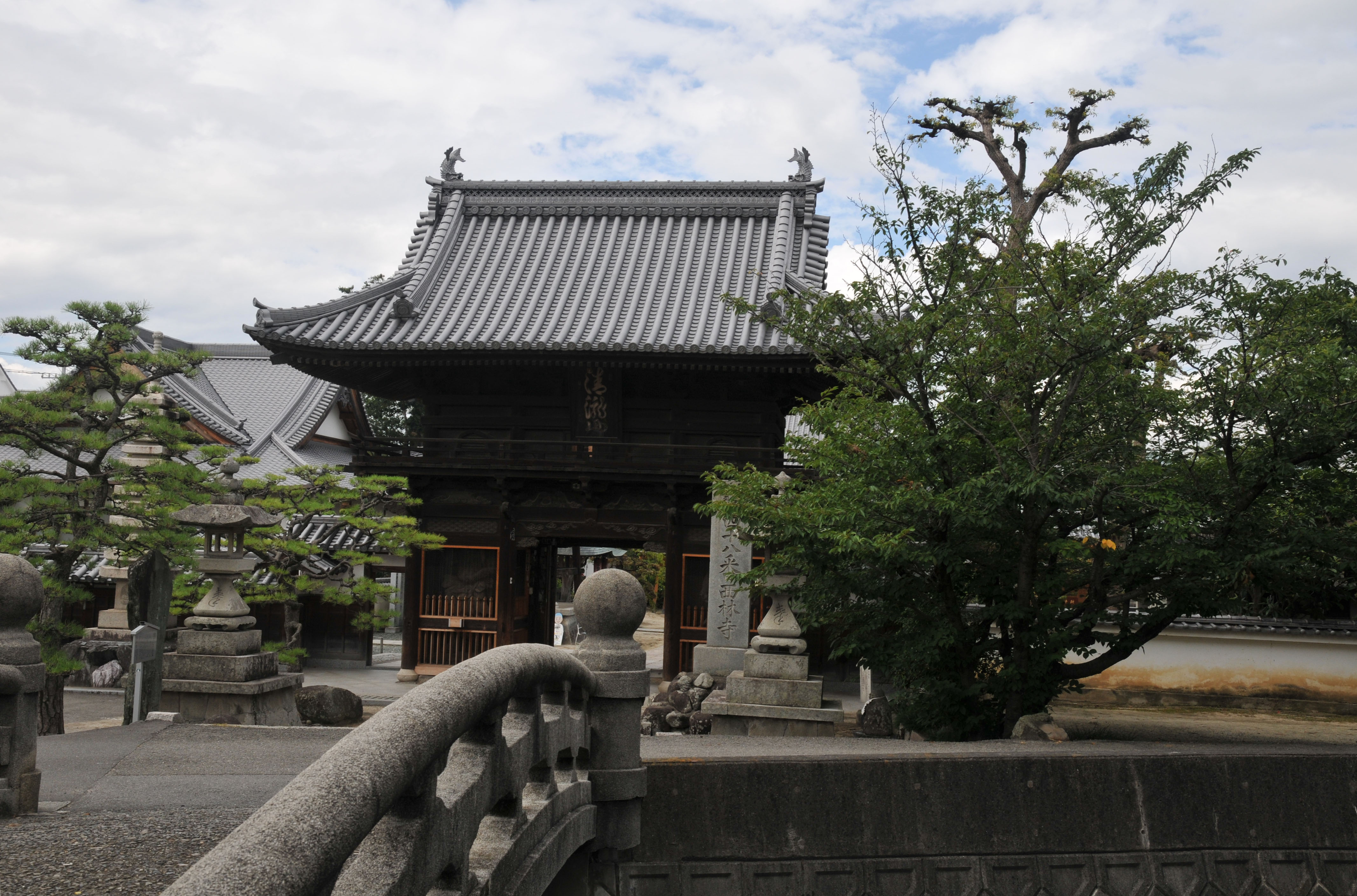
Brücke mit Tempeltor
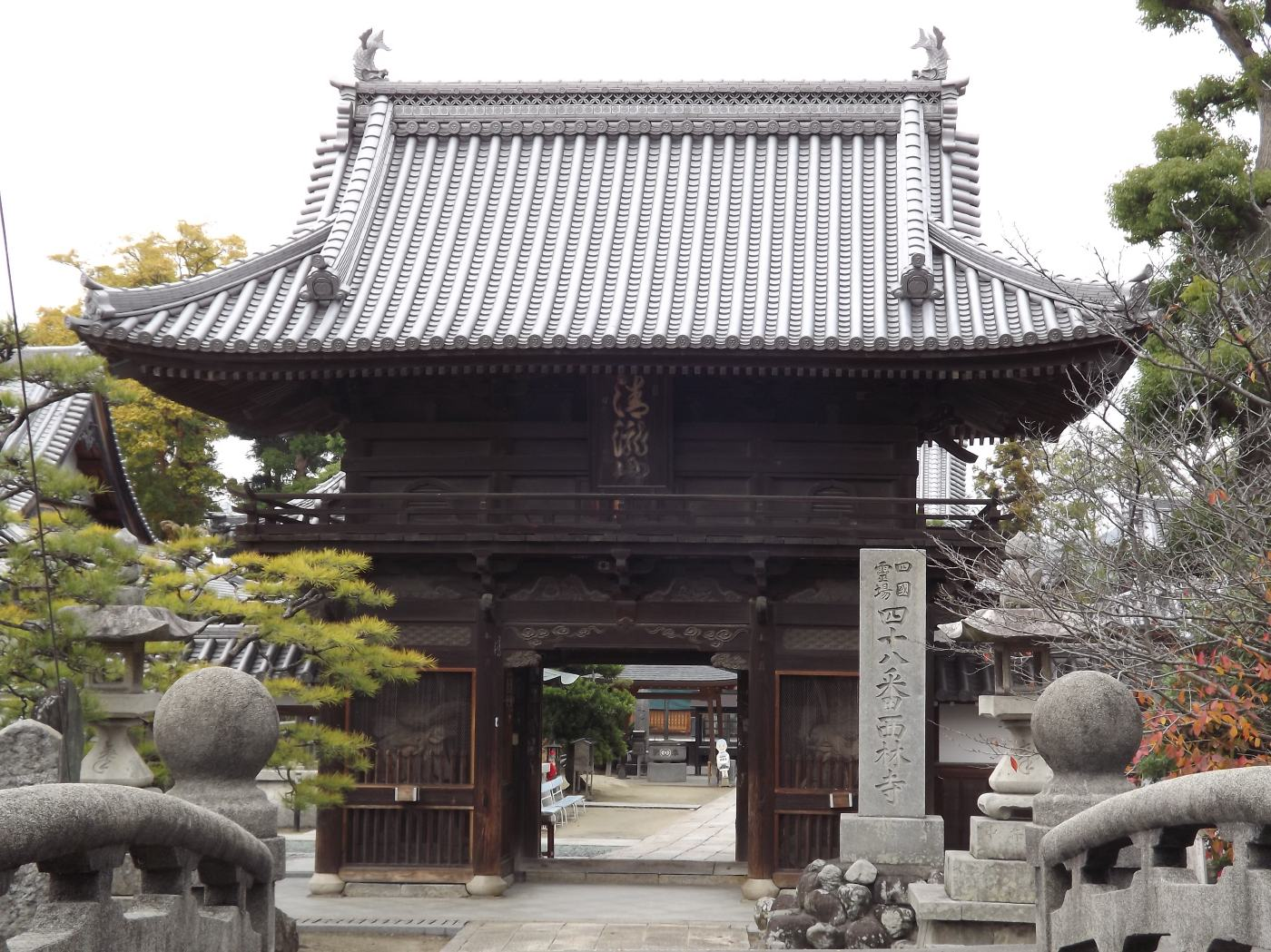
Tempeltor
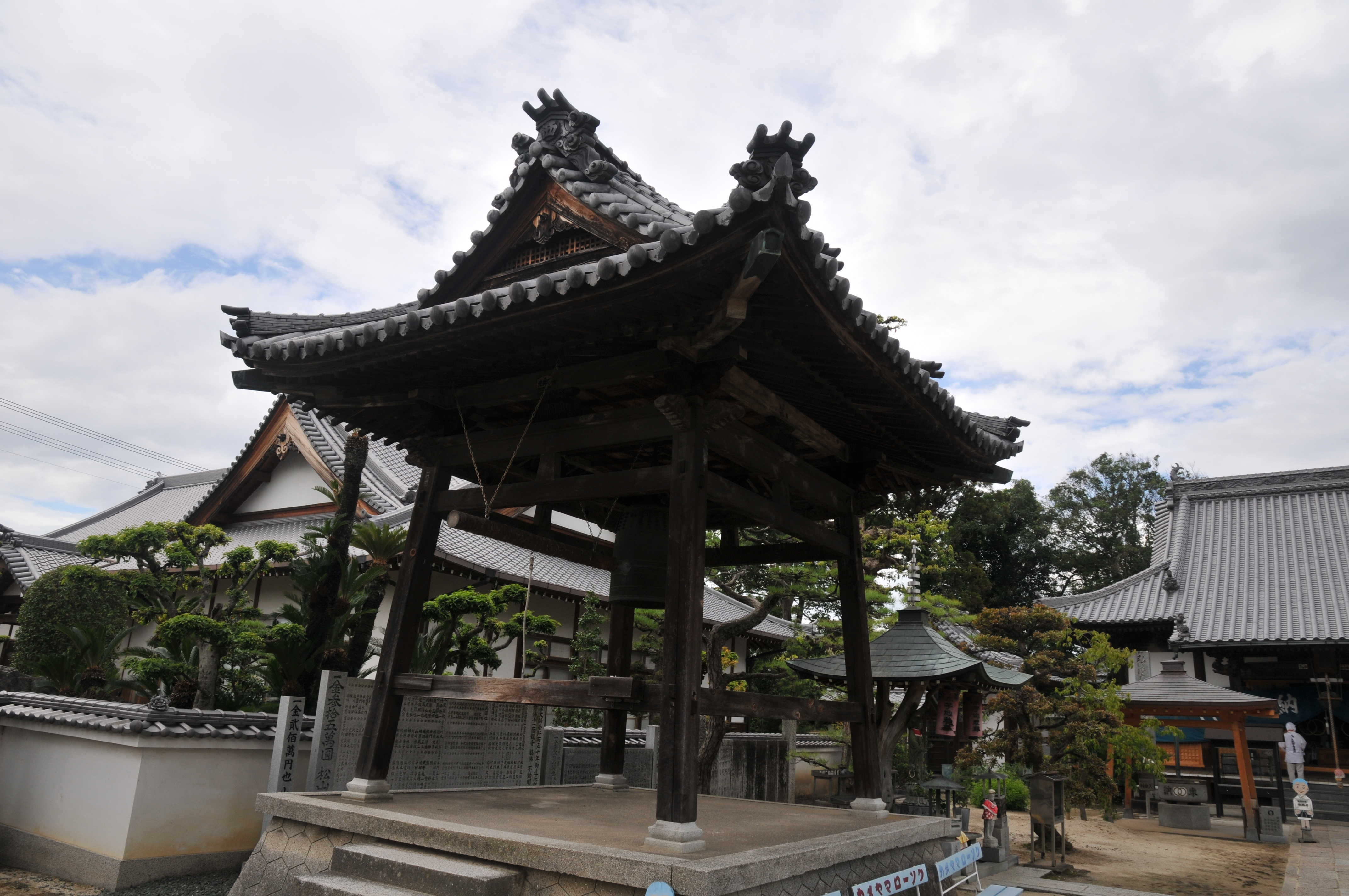
Tempelglocke
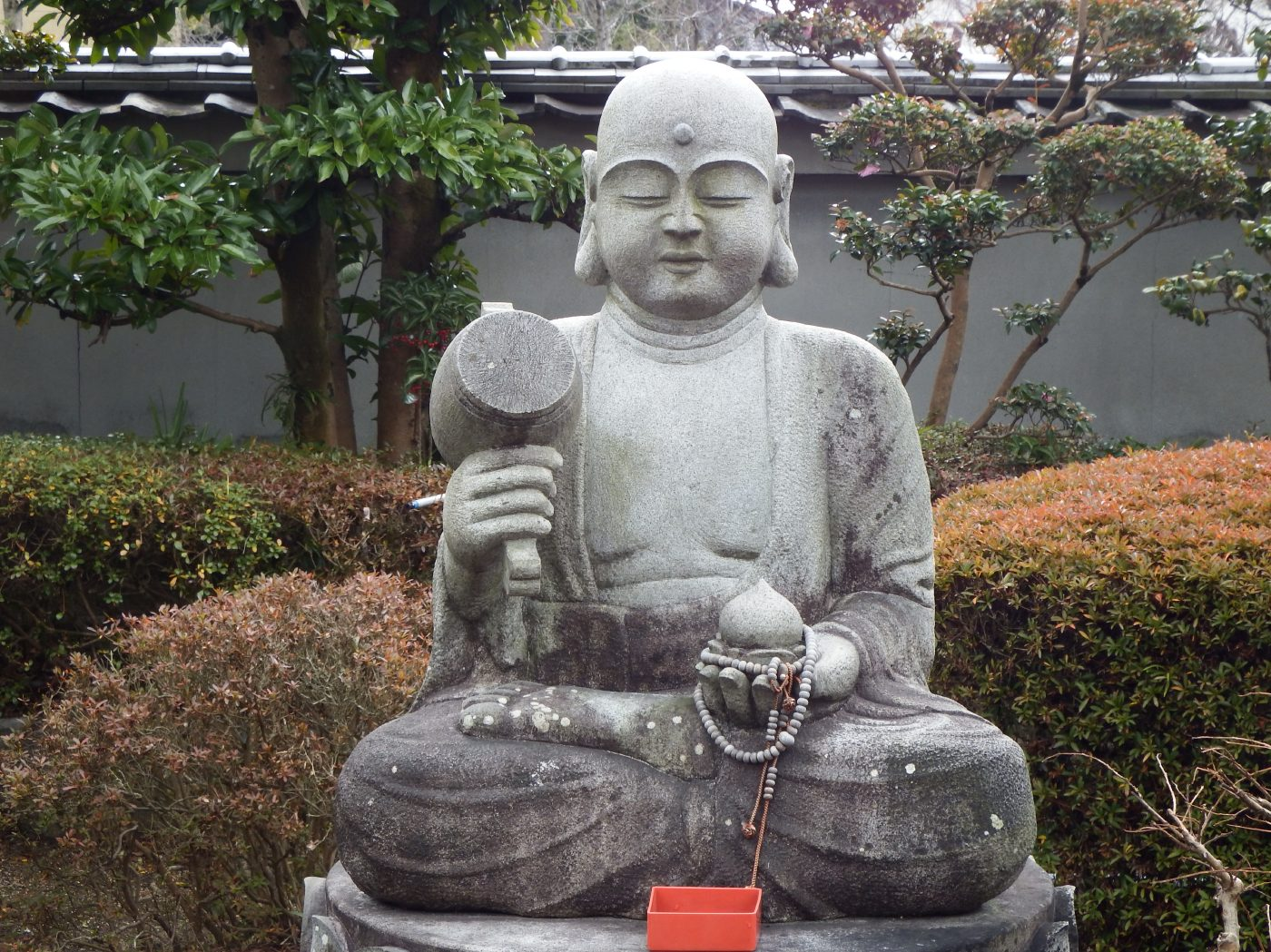
Sitzender Jizō
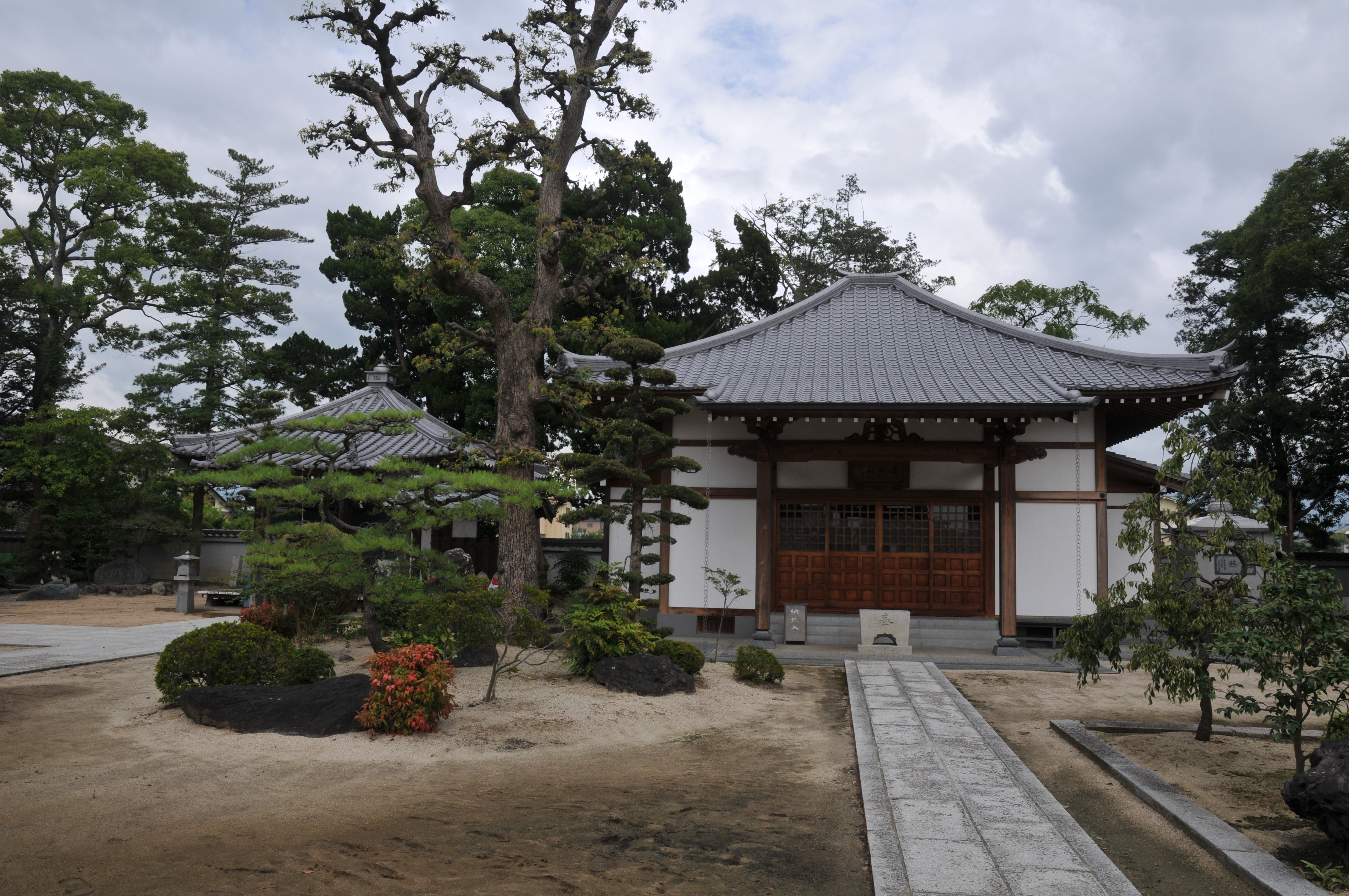
Teehaus